# Trinità d'Agultu e Vignola
Trinità d'Agultu e Vignola é uma comuna italiana da região da Sardenha, província de Sassari, com cerca de 2.016 habitantes. Estende-se por uma área de 136 km², tendo uma densidade populacional de 15 hab/km². Faz fronteira com Aggius, Aglientu, Badesi, Viddalba.

## Demografia
| Variação demográfica do município entre 1861 e 2011                               |
|                                                                                   |
| Fonte: Istituto Nazionale di Statistica (ISTAT) - Elaboração gráfica da Wikipedia |